# Konrad Wnęk
Konrad Sebastian Wnęk (ur. 1970 w Krakowie) – polski historyk, wykładowca Uniwersytetu Jagiellońskiego. 
Od 2022 do 2024 dyrektor Instytutu Strat Wojennych im. Jana Karskiego. Od czerwca do grudnia 2023 przewodniczący Rady Instytutu Zachodniego w Poznaniu.

## Życiorys
W latach 1985–1989 uczęszczał do V LO im. Witkowskiego w Krakowie. Studiował historię na Uniwersytecie Jagiellońskim (1989–1994), na którym uzyskał stopień magistra na podstawie pracy Śmiertelność ludności Lwowa w latach 1857-1939. Uczestnik studiów doktoranckich na Wydziale Historycznym (1994–1998), prezes Towarzystwa Doktorantów UJ (1997–1998), członek Senatu UJ (1999–2002, 2005–2008), doktorat uzyskał na Uniwersytecie Jagiellońskim w 1998 na podstawie dysertacji Wpływ zjawisk meteorologicznych na społeczno-gospodarczy rozwój Galicji w latach 1848-1913. Laureat konkursu Fundacji na rzecz Nauki Polskiej „Stypendia krajowe dla młodych naukowców 2000 r.”. W 2012 habilitował się na tej samej uczelni pracą Własność nieruchomości w Krakowie w połowie XIX wieku. Profesor uczelni w Instytucie Historii Uniwersytetu Jagiellońskiego.
Członek m.in. Zespołu Demografii Historycznej PAN, European Society of Historical Demography, Social Science History Association, European Association for the History of Medicine and Health, Polskiego Towarzystwa Statystycznego, Polskiego Towarzystwa Demograficznego, Towarzystwa Miłośników Historii i Zabytków Krakowa. W badaniach zajmuje się m.in. historią społeczną i gospodarczą XIX i XX wieku, demografią historyczną, historią Galicji, zastosowaniem metod kwantytatywnych w badaniach historycznych.
Współpracownik posła PiS Arkadiusza Mularczyka. Współautor raportu o stratach poniesionych przez Polskę w wyniku okupacji niemieckiej w czasie II wojny światowej 1939-1945. Kandydat do Rady Miasta Krakowa w wyborach samorządowych w 2024, z ramienia KW PiS, otrzymał 340 głosów i w efekcie nie uzyskał mandatu.
W 2023 został odznaczony Złotym Krzyżem Zasługi.

## Wybrane publikacje
- Własność nieruchomości w Krakowie w połowie XIX w. Studia nad stałym katastrem galicyjskim, Kraków 2011.
- Przemiany demograficzne we Lwowie w latach 1829–1938, „Zeszyty Naukowe UJ. Prace Historyczne” 135/2008.
- Stały kataster galicyjski i jego analiza z zastosowaniem GIS [w:] Megabajty dziejów. Informatyka w badaniach, popularyzacji i dydaktyce historii, Poznań 2007.
- Ludność nowoczesnego Lwowa w latach 1857–1938, Kraków 2006 (wraz z L. A. Zyblikiewicz, E. Callahan).
- Leksykon polskich powiedzeń historycznych, Kraków 1998, wyd. Znak, (wraz z M. Wilamowski, L. A. Zyblikiewicz).